# Tritonia crocata
Tritonia crocata és una espècie herbàcia perenne de la família de les iridàcies. Tritonia crocata és originària de Sud-àfrica on creix en sòls argilosos a la zona del Renosterveld de la part sud de la Província Occidental del Cap, que s'estén des de Swellendam i George a l'oest fins a Humansdorp a l'est. És molt adequat per al cultiu en climes temperats però no és resistent a períodes prolongats de gelades. Floreix a finals de primavera i principis d'estiu mostrant unes flors d'un color taronja foc o vermellós de fulles lanceolades curtes. Es multiplica fàcilment i és de fàcil cultiu en jardins. El seu estat de conservació és de planta protegida degut a la destrucció de l'hàbitat cada vegada més reduït degut a la construcció de cases a la vora de la costa del sud d'Àfrica, en concret a la zona de la costa del Cap. De totes maneres no es trobaria en estat amenaçat ni en perill. El nom genèric Tritonia va ser portat a l'existència pel botànic anglès JB Ker Gawler el 1802, qui el va nomenar així per la paraula llatina triton, un penell, a causa de l'orientació variable dels estams en algunes espècies. Tritonia crocata va ser descrita originalment com Ixia crocata per Linnè en 1762. El seu nom actual és degut a Carl Peter Thunberg. L'epítet específic crocata deriva del llatí i es refereix a les flors grogues del safrà (Crocus sativus) que semblen les flors seques de Tritonia crocata quan van ser descrites originalment.

## Morfologia
Tritonia crocata és un geòfit, una planta amb reserves subterrànies. És una planta herbàcia caduca que creix a l'hivern i que arriba fins a uns 35 cm d'alçada. El corm és aplanat i envoltat de múltiples capes o túniques externes i es multiplica formant esqueixos al seu voltant. Produeix un ventall de fulles lanceolades i curtes a la tardor. També cap a la tardor produeix una espiga de nombroses flors regulars amb colors ataronjats ardents i brillants o vermellós. Les flors en forma de copa a finals de primavera i principis de l'estiu (setembre a novembre). Els tres sèpals inferiors de la flor tenen una estreta franja central vermella groga o fosca a la gola, i tots els sèpals tenen zones translúcides estretes atractius o "finestres" en els marges. El fruit madur és una petita càpsula marró que es trenca longitudinalment de dalt a baix, alliberant nombroses llavors petites i dures de color marró.

## Cultiu
Un aspecte assolellat i ben ventilat, un mitjà de creixement marcadament drenat, regat a intervals regulars durant la temporada de creixement i el manteniment d'un període sec en dormància són necessaris per al cultiu reeixit de Tritonia crocata. Es pot conrear en tests, jardineres, butxaques de roca de jardí i enfront de plantes herbàcies més grans. Plantar els bulbs a la tardor en un sòl sorrenc que contenen una mica de fems bé descompost, a una profunditat d'uns 2 cm de mitjà de creixement per sobre del corm. Els bulbs s'han de plantar molt junts (uns 5 cm de distància) per crear un efecte Massiu. Permetre que el medi de cultiu s'assequi completament durant l'estiu, o aixecar-les i desar-les en un lloc fresc i sec fins a la tardor. Sembrar les llavors a la tardor en safates per llavors profundes o testos, en un mitjà ben drenat, com ara parts iguals de compostatge finament tamisat i sorra gruixuda de riu. Cobreixi les llavors amb una capa de 3-4 mm de mitjà de sembra i mantenir la humitat de reg amb una pluja dues vegades per setmana, depenent de les condicions meteorològiques. La germinació de les llavors fresques es porta a terme en unes tres setmanes, i en condicions ideals, les flors es pot esperar que per primera vegada en la segona temporada. Les gemmes florals en desenvolupament són de vegades atacats per pugons, i el fullatge sovint cau presa de fongs com el rovell (Puccinia) a l'hivern i per l'aranya roja en el començament de l'estiu. Els bulbs estan subjectes a la infestació de cotxinilla quan es cultiven en contenidors tancats, sota condicions de poca ventilació.